# Louis-Camille d'Olivier

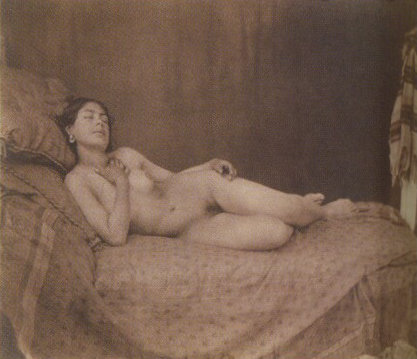
L'opera Nu Allonge, etude

Louis-Camille d'Olivier (Chalons-sur-Marne, 1827 – post 1870) è stato un fotografo francese.

## Biografia
Le notizie che possediamo attorno a d'Olivier sono totalmente assenti. Anche la data di morte è approssimativa come riportano autorevoli musei che conservano le sue foto, i quali indicano genericamente un "post 1870". Le immagini al collodio, stampate su carta salata e più tardi all'albume, conservate da vari musei europei ed americani, sono essenzialmente dei nudi grazie ai quali d'Olivier raggiunse una certa fama. Realizzò anche immagini di nudo in versione stereoscopica com'era in uso all'epoca per ricreare l'illusione della tridimensionalità.
Il pittore Richard Hamilton (1922-2011) ha utilizzato la foto Nu Allonge, etude di d'Olivier, realizzata probabilmente negli anni 1853-1856, per illustrare il volume Le Chef-d'œuvre inconnu di Honoré de Balzac edito nel 2012; per l'occasione, la foto venne esposta alla National Gallery di Londra.